# Filmstaden Söder

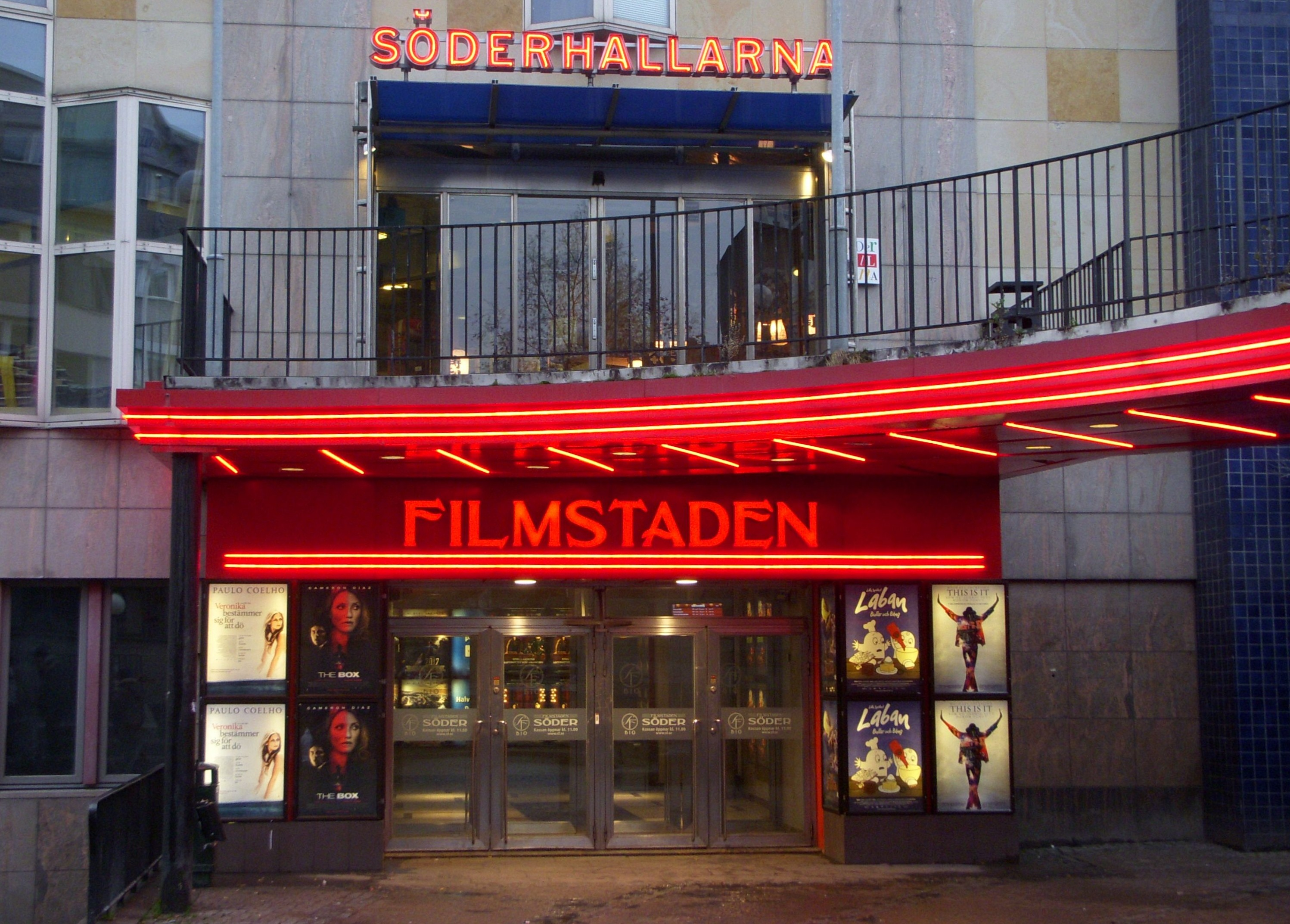
L'une des entrées du Filmstaden Söder.

Le Filmstaden Söder est un multiplexe cinématographique situé dans le halle du marché de Södermalm (sv), au niveau de la place publique Medborgarplatsen, à Stockholm, en Suède.
Le cinéma a été inauguré en 1992, année d'ouverture du marché couvert Södermalm. Le cinéma portait à l'origine le nom de BioPalatset et était exploité par la chaîne de cinéma scandinave Sandrew Metronome. En 1997, l'exploitation de la salle est confiée à SF Bio, qui rénove entièrement la salle et la baptise de son nom actuel.

## Intérieur du cinéma

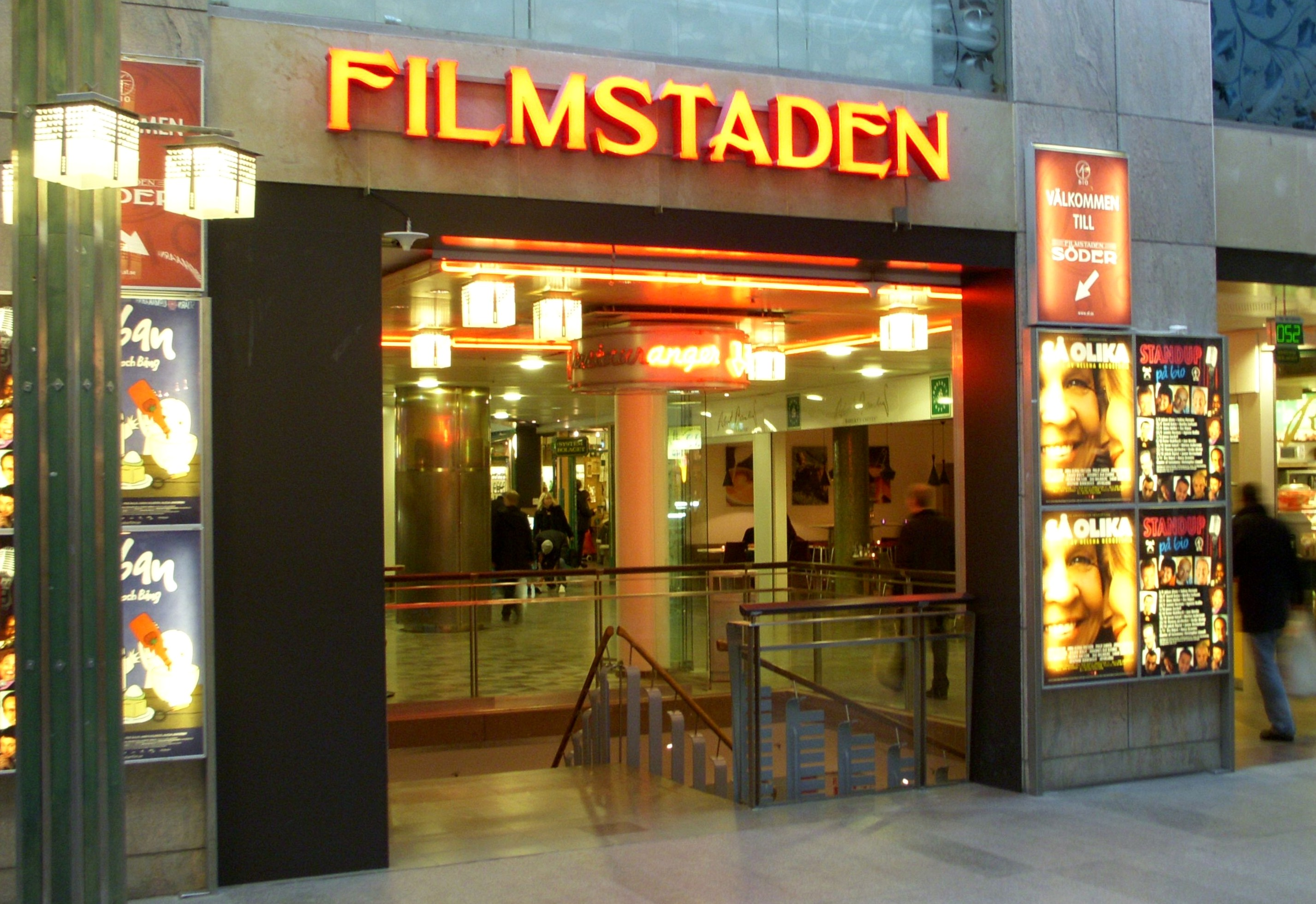
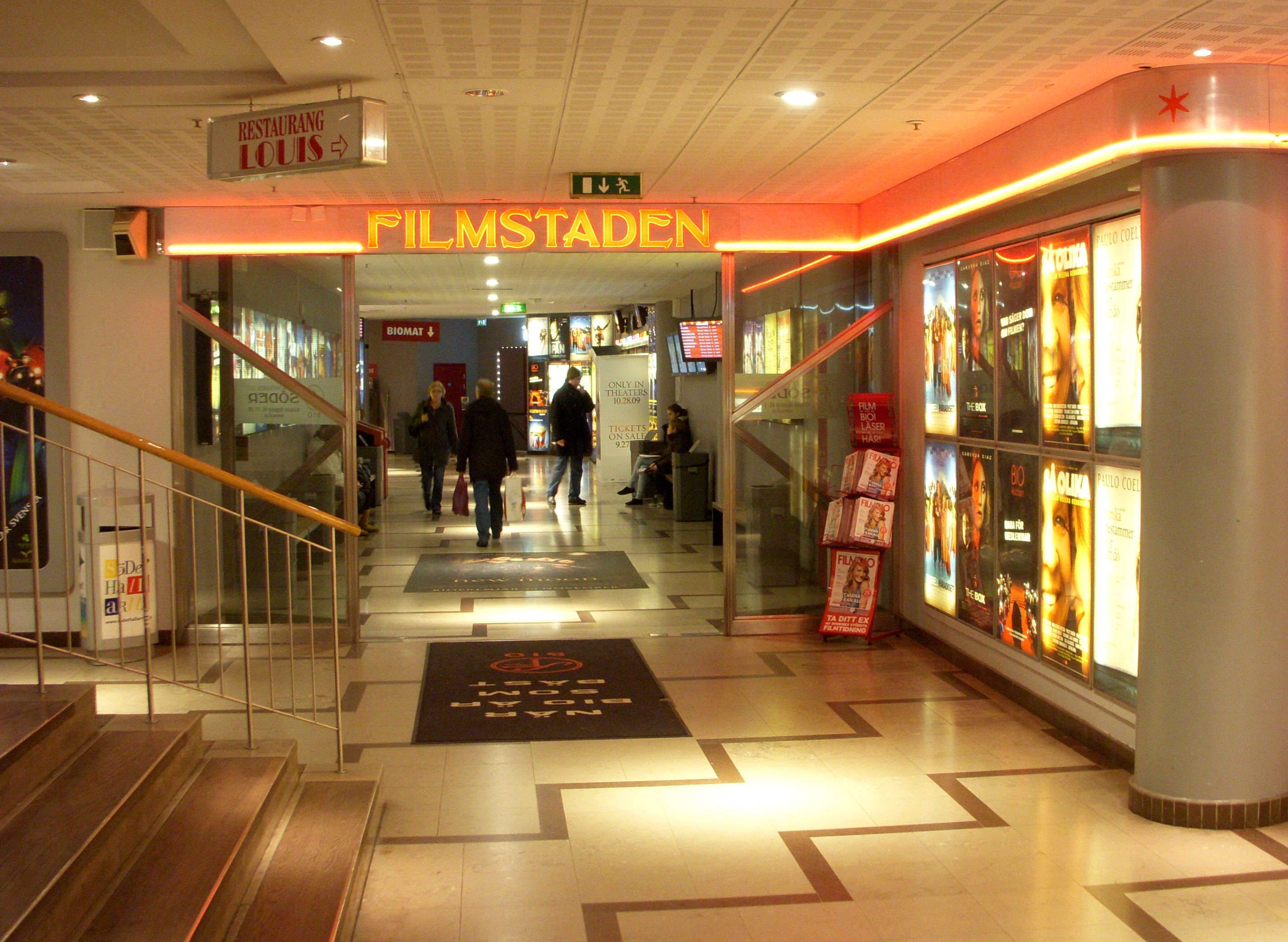
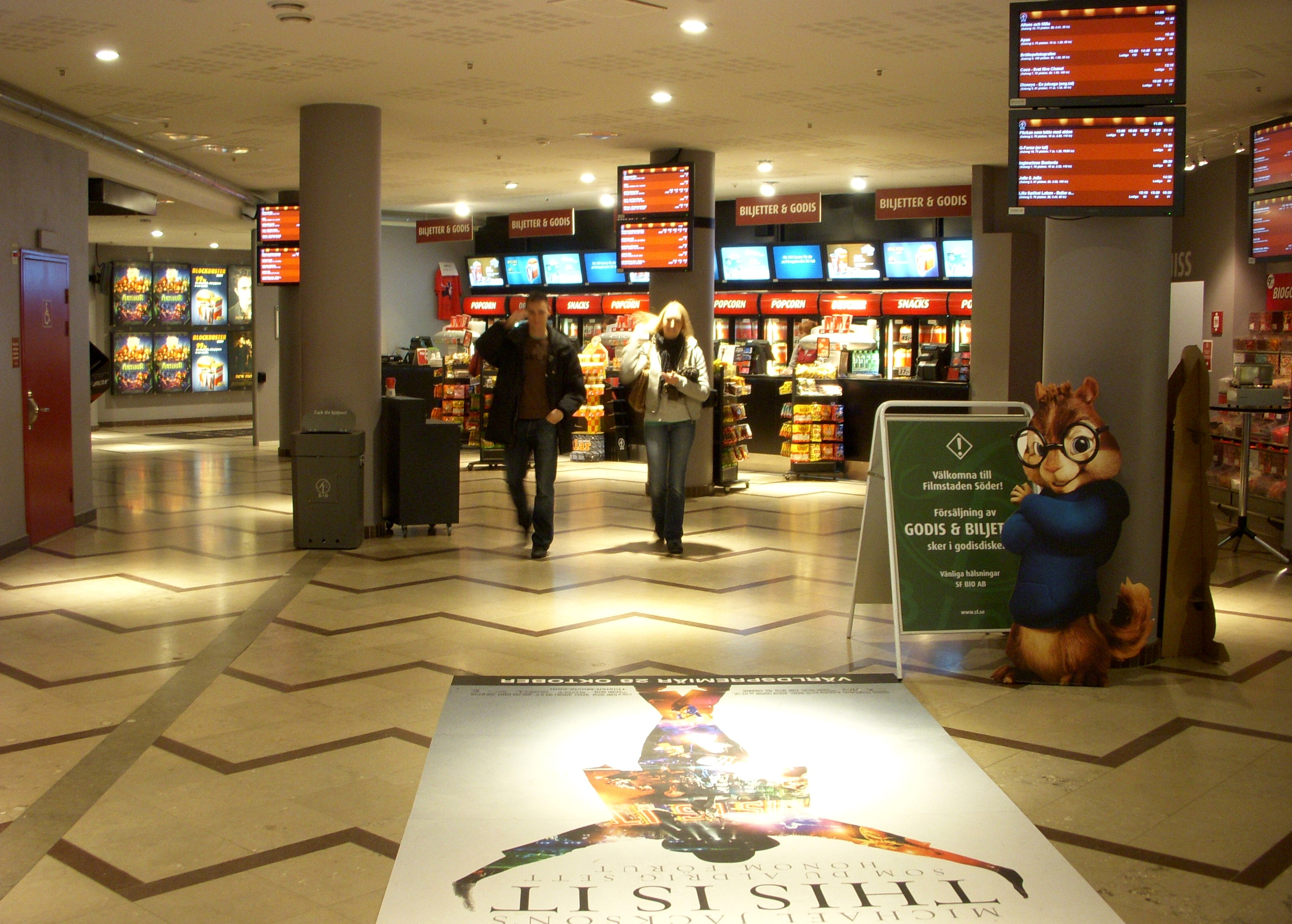